# Cúp quốc gia Scotland 1906–07
 Cúp quốc gia Scotland 1906–07 là mùa giải thứ 34 của giải đấu bóng đá loại trực tiếp uy tín nhất Scotland. Chức vô địch thuộc về Celtic khi đánh bại Heart of Midlothian 3-0 trong trận Chung kết.

## Lịch thi đấu
| Vòng      | Ngày thi đấu đầu tiên | Số trận đấu | Số đội tham gia |
| --------- | --------------------- | ----------- | --------------- |
| Vòng Một  | 26 tháng 1 năm 1907   | 16          | 32 → 16         |
| Vòng Hai  | 9 tháng 2 năm 1907    | 8           | 16 → 80         |
| Tứ kết    | 9 tháng Ba 1907       | 4           | 8 → 4           |
| Bán kết   | 30 tháng 3 năm 1907   | 2           | 4 → 2           |
| Chung kết | 20 tháng 4 năm 1907   | 1           | 2 → 1           |

## Vòng Một
| Đội nhà                | Tỉ số | Đội khách               |
| ---------------------- | ----- | ----------------------- |
| Aberdeen               | 0 – 0 | Johnstone               |
| Arbroath               | 1 – 1 | Queen's Park            |
| Arthurlie              | 1 – 2 | St Mirren               |
| Ayr                    | 2 – 0 | Cowdenbeath             |
| Celtic                 | 2 – 1 | Clyde                   |
| Dumfries               | 2 – 2 | Port Glasgow Athletic   |
| Falkirk                | 1 – 2 | Rangers                 |
| Galston                | 2 – 2 | Motherwell              |
| Heart of Midlothian    | 0 – 0 | Airdrieonians           |
| Hibernian              | 5 – 0 | Forfar Athletic         |
| Kilmarnock             | 1 – 0 | Inverness Clachnacuddin |
| Maxwelltown Volunteers | 1 – 3 | Greenock Morton         |
| Partick Thistle        | 0 – 1 | Dundee                  |
| Raith Rovers           | 5 – 1 | Aberdeen University     |
| Renton                 | 0 – 0 | St Bernard's            |
| Third Lanark           | 4 – 1 | St Johnstone            |

### Vòng Một repeat
| Đội nhà         | Tỉ số | Đội khách               |
| --------------- | ----- | ----------------------- |
| Galston         | 2 – 1 | Motherwell              |
| Kilmarnock      | 4 – 0 | Inverness Clachnacuddin |
| Partick Thistle | 2 – 2 | Dundee                  |

### Đá lại
| Đội nhà               | Tỉ số | Đội khách           |
| --------------------- | ----- | ------------------- |
| Airdrieonians*        | 1 – 2 | Heart of Midlothian |
| Dundee                | 5 – 1 | Partick Thistle     |
| Johnstone             | 2 – 1 | Aberdeen            |
| Port Glasgow Athletic | 2 – 0 | Dumfries            |
| Queen's Park          | 4 – 0 | Arbroath            |
| St Bernard's          | 1 – 1 | Renton              |

| Đội nhà       | Tỉ số | Đội khách           |
| ------------- | ----- | ------------------- |
| Airdrieonians | 0 – 2 | Heart of Midlothian |

### Đá lại lần 2
| Đội nhà | Tỉ số | Đội khách    |
| ------- | ----- | ------------ |
| Renton  | 2 – 0 | St Bernard's |

## Vòng Hai
| Đội nhà         | Tỉ số | Đội khách             |
| --------------- | ----- | --------------------- |
| Galston         | 0 –4  | Rangers               |
| Hibernian       | 1 – 1 | Johnstone             |
| Kilmarnock      | 0 – 0 | Heart of Midlothian   |
| Greenock Morton | 0 – 0 | Celtic                |
| Queen's Park    | 3 – 1 | Third Lanark          |
| Raith Rovers    | 4 – 0 | Ayr                   |
| Renton          | 1 – 0 | Dundee                |
| St Mirren       | 4 – 0 | Port Glasgow Athletic |

### Đá lại
| Đội nhà             | Tỉ số | Đội khách       |
| ------------------- | ----- | --------------- |
| Celtic              | 1 – 1 | Greenock Morton |
| Heart of Midlothian | 2 – 1 | Kilmarnock      |
| Johnstone           | 0 – 5 | Hibernian       |

### Đá lại lần 2
| Đội nhà | Tỉ số | Đội khách       |
| ------- | ----- | --------------- |
| Celtic  | 2 – 1 | Greenock Morton |

## Tứ kết
| Đội nhà             | Tỉ số | Đội khách    |
| ------------------- | ----- | ------------ |
| Heart of Midlothian | 2 – 2 | Raith Rovers |
| Hibernian           | 1 – 1 | St Mirren    |
| Queen's Park        | 4 – 1 | Renton       |
| Rangers             | 0 – 3 | Celtic       |

### Đá lại
| Đội nhà      | Tỉ số | Đội khách           |
| ------------ | ----- | ------------------- |
| Raith Rovers | 0 – 1 | Heart of Midlothian |
| St Mirren    | 1 – 1 | Hibernian           |

### Đá lại lần 2
| Đội nhà   | Tỉ số | Đội khách |
| --------- | ----- | --------- |
| Hibernian | 2 – 0 | St Mirren |

## Bán kết
| Đội nhà             | Tỉ số | Đội khách    |
| ------------------- | ----- | ------------ |
| Celtic              | 0 – 0 | Hibernian    |
| Heart of Midlothian | 1 – 0 | Queen's Park |

### Đá lại
| Đội nhà   | Tỉ số | Đội khách |
| --------- | ----- | --------- |
| Hibernian | 0 – 0 | Celtic    |

### Đá lại lần 2
| Đội nhà | Tỉ số | Đội khách |
| ------- | ----- | --------- |
| Celtic  | 3 – 0 | Hibernian |

## Chung kết
| Celtic | 3 – 0 | Heart of Midlothian |
| ------ | ----- | ------------------- |
|        |       |                     |